# تپه علی بیگ
تپه علی بیگ مربوط به دوران پیش از تاریخ ایران باستان - است و در شهرستان سنقر، بخش مرکزی، روستای آفریانج واقع شده و این اثر در تاریخ ۱۱ مرداد ۱۳۸۴ با شمارهٔ ثبت ۱۲۴۹۷ به‌عنوان یکی از آثار ملی ایران به ثبت رسیده است.